# 優良田園住宅の建設の促進に関する法律
優良田園住宅の建設の促進に関する法律（ゆうりょうでんえんじゅうたくのけんせつのそくしんにかんするほうりつ、平成10年4月17日法律第41号）は、1998年4月17日に公布された日本の法律。「優良田園住宅建設促進法」とも呼ばれる。

## 概要
この法律は、多様な生活様式に対応し、かつ、潤いのある豊かな生活を営むことができる住宅が求められている状況にかんがみ、農山村地域、都市の近郊等における優良な住宅の建設を促進するための措置を講ずることにより、健康的でゆとりのある国民生活の確保を図ることを目的とする。
この法律において「優良田園住宅」とは、農山村地域、都市の近郊その他の良好な自然的環境を形成している地域に所在する一戸建ての住宅であって、次の要件に該当するものをいう。
1. 敷地面積が政令で定める規模以上であること。
2. 建築面積の敷地面積に対する割合及び延べ面積の敷地面積に対する割合が政令で定める数値以下であること。
3. 階数が政令で定める階数以下であること。